# 伊努塞斯
伊努塞斯（希臘語：Οινούσσες）是希腊北愛琴大區希俄斯专区的市镇，行政中心为伊努塞斯村。市镇面积为17.427平方公里，2021年人口数量为911人。
伊努塞斯市镇包括整个伊努塞斯島及旁边诸多小岛。